# Kanton Senonches
Der Kanton Senonches war bis 2015 ein französischer Wahlkreis im Arrondissement Dreux, im Département Eure-et-Loir und in der Region Centre-Val de Loire; sein Hauptort war Senonches.
Der acht Gemeinden umfassende Kanton war 188,60 km² groß und hatte 5808 Einwohner (Stand: 2012).

## Gemeinden
| Gemeinde               | Einwohner | Code Postal | Code Insee |
| ---------------------- | --------- | ----------- | ---------- |
| Digny                  | 842       | 28250       | 28130      |
| La Framboisière        | 297       | 28250       | 28159      |
| Jaudrais               | 261       | 28250       | 28200      |
| Louvilliers-lès-Perche | 138       | 28250       | 28217      |
| Le Mesnil-Thomas       | 290       | 28250       | 28248      |
| La Puisaye             | 225       | 28250       | 28310      |
| La Saucelle            | 164       | 28250       | 28368      |
| Senonches              | 3143      | 28250       | 28373      |